# St. Nikolaus und St. Rochus (Bażyny)

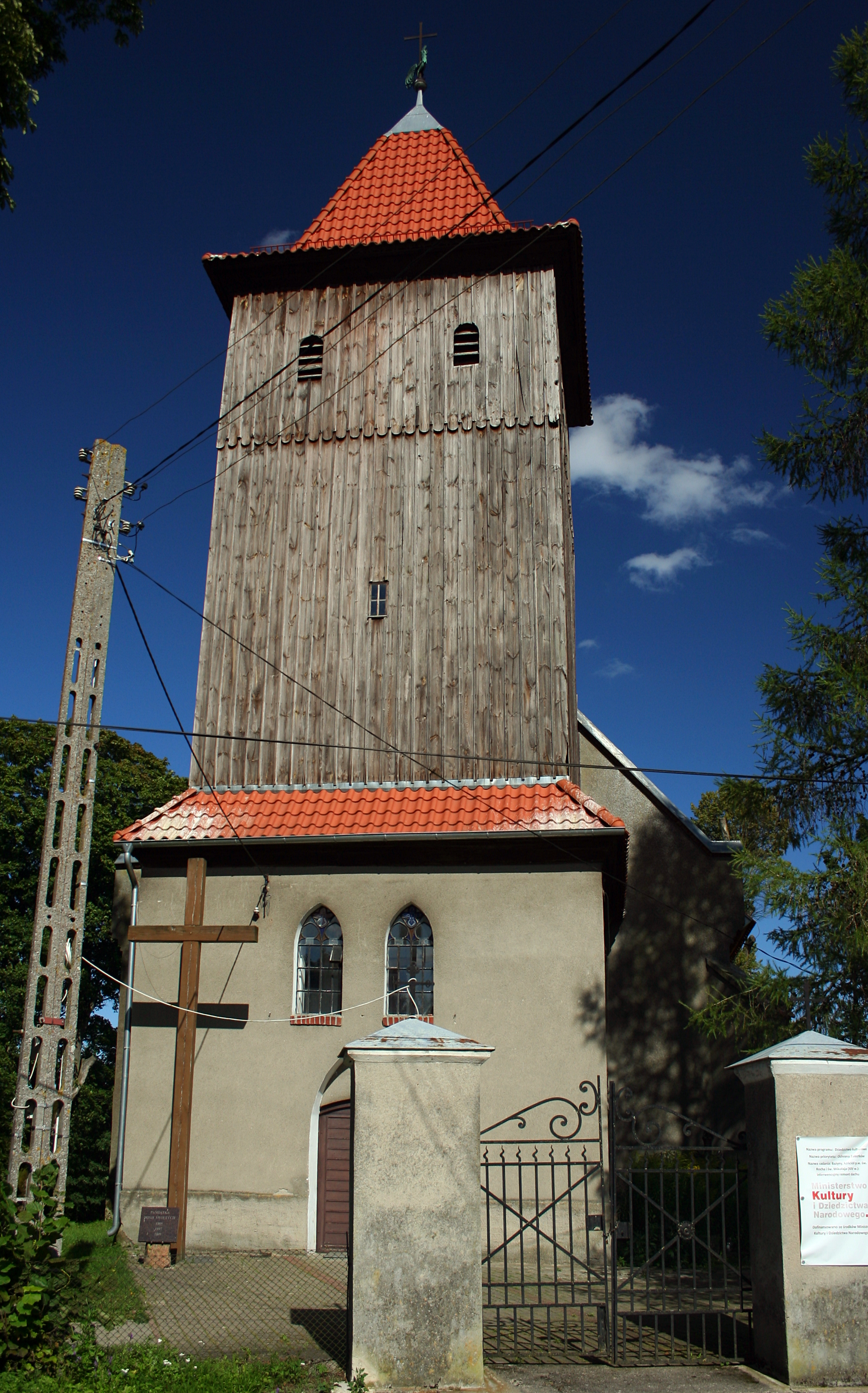
St. Nikolaus und St. Rochus in Basien

Die römisch-katholische Pfarrkirche St. Nikolaus und St. Rochus (polnisch Kościół św. Mikołaja Biskupa) befindet sich in der zur Gmina Orneta gehörenden Ortschaft Basien in der polnischen Woiwodschaft Ermland-Masuren.

## Geschichte
In der Handfeste von 1289 wird die Kirche wird mit vier Hufen dotiert. Das Patronatsrecht wird dem Lokator übertragen. 1380 wird erstmals ein Pfarrer, Nikolaus, erwähnt. Der Bau wird auf die erste Hälfte des 14. Jahrhunderts datiert. Die baubefundliche Datierung ist aufgrund größerer Umbauten und der völligen Verputzung der Mauern schwierig. Eine erste Instandsetzung erfolgte laut einer Inschrift auf der Südseite 1611 durch Jacob Bartsch. Nach einem Visitationsbericht von 1622 war die Kirche nur zum Teil gemauert. Im Jahr 1845 wurde der Turm abgebrochen. 1886 erfolgten Umbaumaßnahmen, wobei die Umfassungsmauer erhöht und ein neues Dach samt Giebel neuerrichtet wurden. Im Westen wurde dem Bau Bau anstelle es Turms eine Vorhalle angefügt. Schließlich wurde 1936 ein hölzerner Turms über der Vorhalle erbaut.

## Bauwerk
Basien gehört vermutlich zu den frühen Gutskirchen im Ermland. Die Kirche ist ein ungewölbter Saalbau mit Strebepfeilern nur an den Kanten. Der Bau hat drei Fenster auf der Südseite, Mittelfenster im Osten sowie Portale im Westen und Süden. Die Sakristei ist ein Anbau im Nordosten. Die Vorhalle ist ein einfacher Anbau in der Mitte der Südseite. Im Sockelbereich wurde Feldstein verwendet, im aufgehenden Mauerwerk Backstein im wendischen Verband.